# 古川太郎
古川 太郎（ふるかわ たろう、1911年（明治44年）5月20日 - 1964年（昭和39年）7月4日）は、栃木県大田原市生まれの箏曲演奏家・作曲家である。宮城道雄の高弟。代表作として、「富嶽三十六景」「箏八重奏曲」「地蔵浄土」「平調子」「足をはづされた客車」などがある。

## 略歴
- 1911年：栃木県大田原市に生まれる。
- 1916年：両親に伴われ東京へ移住。
- 1918年：4月、東京市立根津尋常小学校に入学。
- 1924年：4月、開成中学校に入学。
- 1929年：3月、開成中学校卒業。宮城道雄に入門。
- 1931年：4月、東京音楽学校選科（生田流箏曲選修）に入学。
- 1934年：3月、東京音楽学校選科を修了。4月、東京音楽学校研究科へ進学。
- 1936年：3月、東京音楽学校研究科を修了。4月、東京音楽学校邦楽科に入学。
- 1940年：3月、東京音楽学校邦楽科を卒業。4月、東京音楽学校研究科に入学。
- 1942年：3月、東京音楽学校研究科を修了。4月、東京音楽学校教務嘱託を命ぜられる。
- 1944年：4月、東京音楽学校事務嘱託を命ぜられる。8月、東京音楽学校技手を命ぜられる。
- 1946年：東京音楽学校を辞職。
- 1959年：東芝レコード専属。
- 1960年：NHK作曲者専属。
- 1964年：東京都港区芝赤羽町の日本専売公社東京病院にて、午後11時50分逝去。享年53。

## 受賞等
- 1942年：「富嶽三十六景」 - 都新聞主催の邦楽コンクールに応募。二等入選。
- 1954年：「箏八重奏曲」 - ラジオ東京の委嘱により、第9回文部省芸術祭に参加、奨励賞受賞。

## 代表作
- 箏曲
  - 富嶽三十六景
  - 深水描く
  - 羊皮を着た召使
  - 標題のある前奏曲
  - 箏八重奏曲
  - 僕の八段
  - 牛乳列車（クニヨシ画伯の画による）
  - 無窮動
  - 光琳屏風（尾形光琳の燕子花図、紅白梅図）
  - 越天楽による三つの祈り
  - 一茶の句によるパラフレーズ
  - 箏とフルート、クラリネット、バスクラリネット、ベースの為の五重奏曲
  - 石庭
  - 姐乙
  - 地蔵浄土（東北民話）
  - 伊勢物語
  - 額田王
  - 大和女
  - 菊女（有吉佐和子詩）
  - 三日月由来記（白金幼稚園園児作）
  - 竹林幽居
  - とうきび
  - 米の白玉
  - かをちゃん草
  - 今度生まれたら（西条八十詩）
  - 返事（深尾須磨子詩）
  - 小坂橋（石上露子詩）
  - 箏うた
  - さんまの歌（佐藤春夫詩）
  - 手紙（竹久夢二詩）
  - 筬の音
  - 河童（佐伯孝夫詩）
  - 金魚（萩原朔太郎詩）
  - 歳末閑居
  - あご
  - 勧酒（井伏鱒二詩）
  - 牧水の歌
  - こほろぎ（野口雨情詩）
  - 都に雨の降る如く（ヴェルレーヌ詩）
  - 平調子のうた（小曲集）
  - 手まり
  - 良寛の歌
  - 実朝の歌（源実朝歌）
  - 水汲
  - 小傘（室町小唄）
  - これやこの（後撰集）
  - 百人一首
  - 天地初発（三隅治雄詩）
  - 足をはづされた客車（自作）
  - 風

## 門下生
古川太郎の門下生に、尺八家・作曲家として高名な船川利夫がいる。